# Aganippe montana
Aganippe montana là một loài nhện trong họ Idiopidae.
Loài này thuộc chi Aganippe. Aganippe montana được Faulder miêu tả năm 1985.